# Шушул
Шушул — река в России, протекает по Тисульскому и Тяжинскому районам Кемеровской области. Левый приток Урюпа. Длина реки 25 км.

## География
Исток восточнее болота Мохового, недалеко от деревни Серебряково. В верховьях сооружены два пруда. Течёт на северо-восток через рыбоводный пруд. Впадает в Урюп с левого берега на 38-м км от его устья. Устье Шушула недалеко от деревни Старый Урюп.

## Данные водного реестра
Шушул относится к Верхнеобскому бассейновому округу; речной бассейн — (Верхняя) Обь до впадения Иртыша; подбассейн — Бассейны притоков (Верхней) Оби от Томи до Чулыма. Водохозяйственный участок — Чулым от истока до города Ачинск. Код объекта в государственном водном реестре — 13010400112115200015835.